# Meer van Tiberias
Het Meer van Tiberias of Meer van Kinneret (Hebreeuws: הכנרת; Arabisch:بحيرة طبريا ), ook wel Meer van Galilea of Meer van Genezareth, is genoemd naar de stad Tiberias, de grootste plaats die aan dit meer ligt. Het meer heeft een oppervlakte van 165 km² en een maximale diepte van 46 meter. Afhankelijk van de neerslag in de voorafgaande jaren schommelt de waterspiegel rond de -212 meter.
Het Meer van Tiberias, het belangrijkste zoetwaterreservoir van Israël, wordt gevoed vanuit Noord-Israël en Zuid-Libanon. Het watert naar het zuiden af via de rivier de Jordaan, die eindigt in de Dode Zee, het laagste meer ter wereld.
Men kan een boottocht over het meer maken. Rondom het meer liggen stranden en verschillende toeristische trekpleisters. De oostelijke oever wordt gedomineerd door de Golanhoogten.

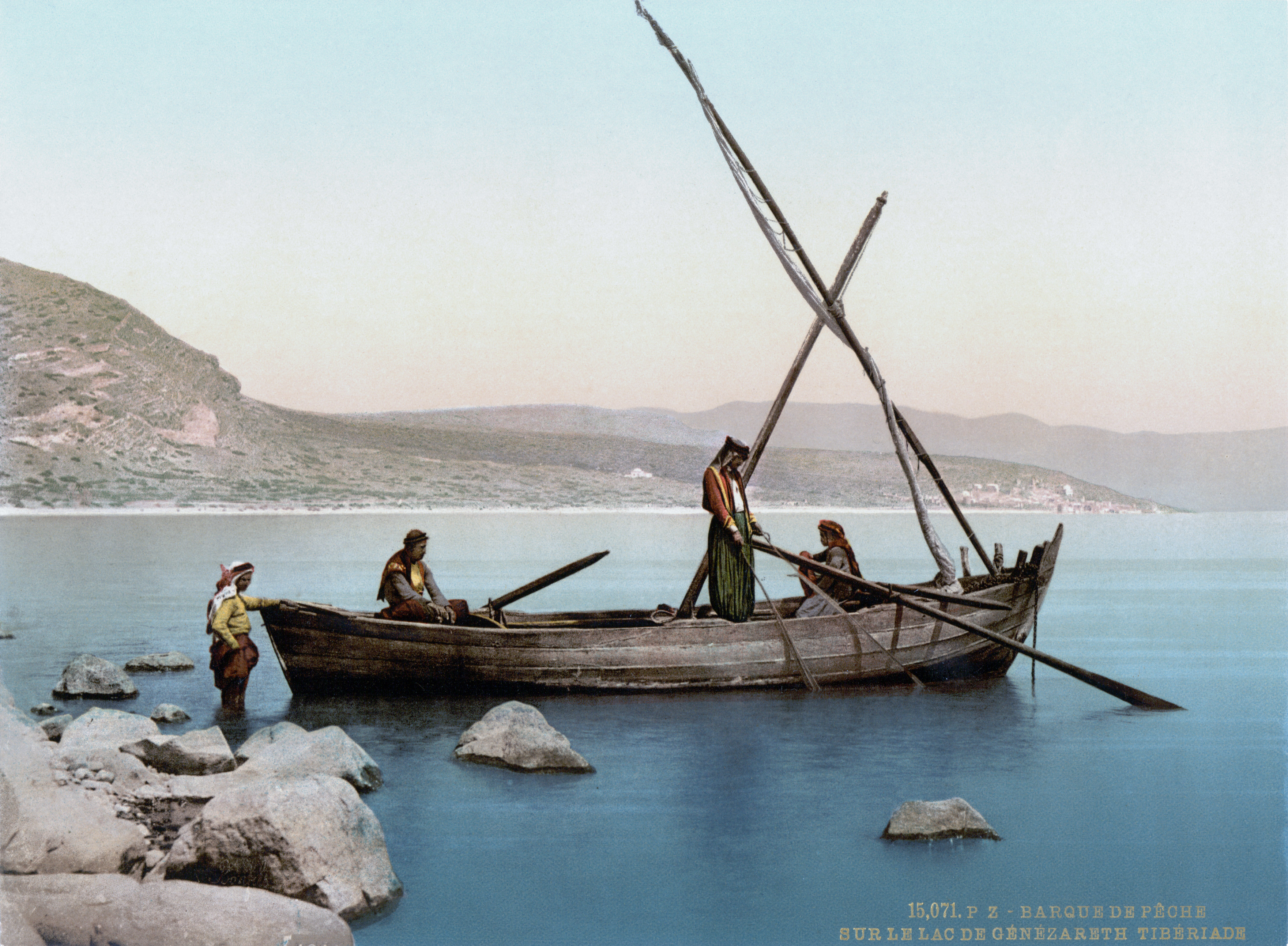
Vissers aan het Meer van Galilea, 1900
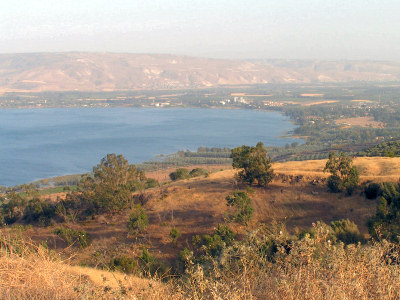
Het Meer van Tiberias

## Bijbel
Een groot deel van het optreden van Jezus speelt zich af rond het Meer van Galilea. Jezus heeft daar een tijdlang gewoond, in Kafarnaüm. Ook een aantal van Jezus' discipelen, die vissers waren op het meer, woonden er. Een aantal bekende Bijbelverhalen, zoals de wonderbare spijziging en de wandeling van Jezus over het water, Jezus stilt de storm, spelen zich op en rond het Meer van Galilea af.